# Асье, Мишель-Виктор
Мишель-Виктор Асье (фр. Michel Victor Acier; 6 августа 1736, Версаль — 17 февраля 1799, Дрезден) — французский скульптор-модельер по фарфору, в 1765—1779 годах работал на знаменитой саксонской фарфоровой мануфактуре в Майсене. С его творчеством в деятельности мануфактуры связан период неоклассицизма. Мишель-Виктор был прадедом по материнской линии композитора П. И. Чайковского.

## Биография и творчество
Мишель-Виктор Асье родился в Версале в семье виноторговца. Это был первый член семьи, ставший профессиональным художником. Учился на скульптора в Королевской академии живописи и скульптуры в Париже, где его учителями предположительно были Этьен Морис Фальконе и Луи Клод Вассе. В 1759 году принял участие в академическом конкурсе, но Гран-при не получил.
В области крупной скульптуры в те годы было трудно заявить о себе в Париже, и когда в 1764 году Королевская саксонская фарфоровая мануфактура в Майсене искала новых скульпторов-модельеров, он воспользовался случаем и переехал в Дрезден, столицу Саксонии. С 1772 года жил в Майсене. На мануфактуре Асье «внёс в майсенскую пластику новые идеи, с которыми он выехал со своей французской родины. Пользуясь языком классицизма, он затмил самого Кендлера». Мишель-Виктор Асье считался главным скульптором-модельером мануфактуры после Иоганна Иоахима Кендлера, а со смертью последнего в 1775 году остался единственным выдающимся модельером саксонского фарфора.
Асье были не чужды и черты сентиментализма, которые, впрочем, прослеживаются и в творчестве Кендлера, однако Асье «одевал» фигурки в костюмы своего времени, что делало его творчество актуальным, отвечающим эстетике и идеологии эпохи Просвещения.
Асье некоторое время работал вместе с Кендлером, в том числе над заказами для России. Среди них — столовый сервиз, состоящий из ста двух предметов, подаренный императрицей Екатериной II графу А. Г. Орлову (Орлову-Чесменскому). Сервиз украшен вензелем под графской короной и чёрным одноглавым орлом из герба рода Орловых; под короной слева помещена римская цифра III, обозначающая старшинство А. Г. Орлова, третьего сына в семье. Вензель окружен голубой орденской лентой со знаком ордена Св. Андрея Первозванного, который А. Г. Орлов получил в 1768 году. Сервиз мог быть заказан не ранее 1769 и не позднее 1774 года. Другой «Большой русский заказ» Екатерины II (между 1772 и 1775 годами, известен как «Ораниенбаумская серия») — композиция из сорока групп и фигур для украшения одного из павильонов Ораниенбаумского дворца. Под руководством Асье в 1776 году была сделана и статуэтка любимой собачки Екатерины Лизетты.
В 1779 году срок контракта истек, и Асье стал жить на пенсию, которую он, в соответствии с условиями контракта, должен был получать по его истечении. Его просьба о принятии в саксонскую Академию изобразительных искусств в 1780 году была отклонена.
Поскольку обедневшее правительство Саксонии не могло должным образом поддерживать искусство скульптуры, Асье переехал в Пруссию ко двору Фридриха II, который искал иностранных скульпторов для реализации своих амбициозных архитектурных проектов. Самая значительная работа Асье этого периода — мраморный горельеф, изображающий героическую смерть в бою фельдмаршала фон Шверина, установленный в Борау (Силезия, 1783). В 1786 году Асье стал членом Берлинской академии искусств. В последние годы по неизвестным причинам он прекратил творческую деятельность. Из Пруссии он вернулся в Саксонию и умер в Дрездене.

## Галерея

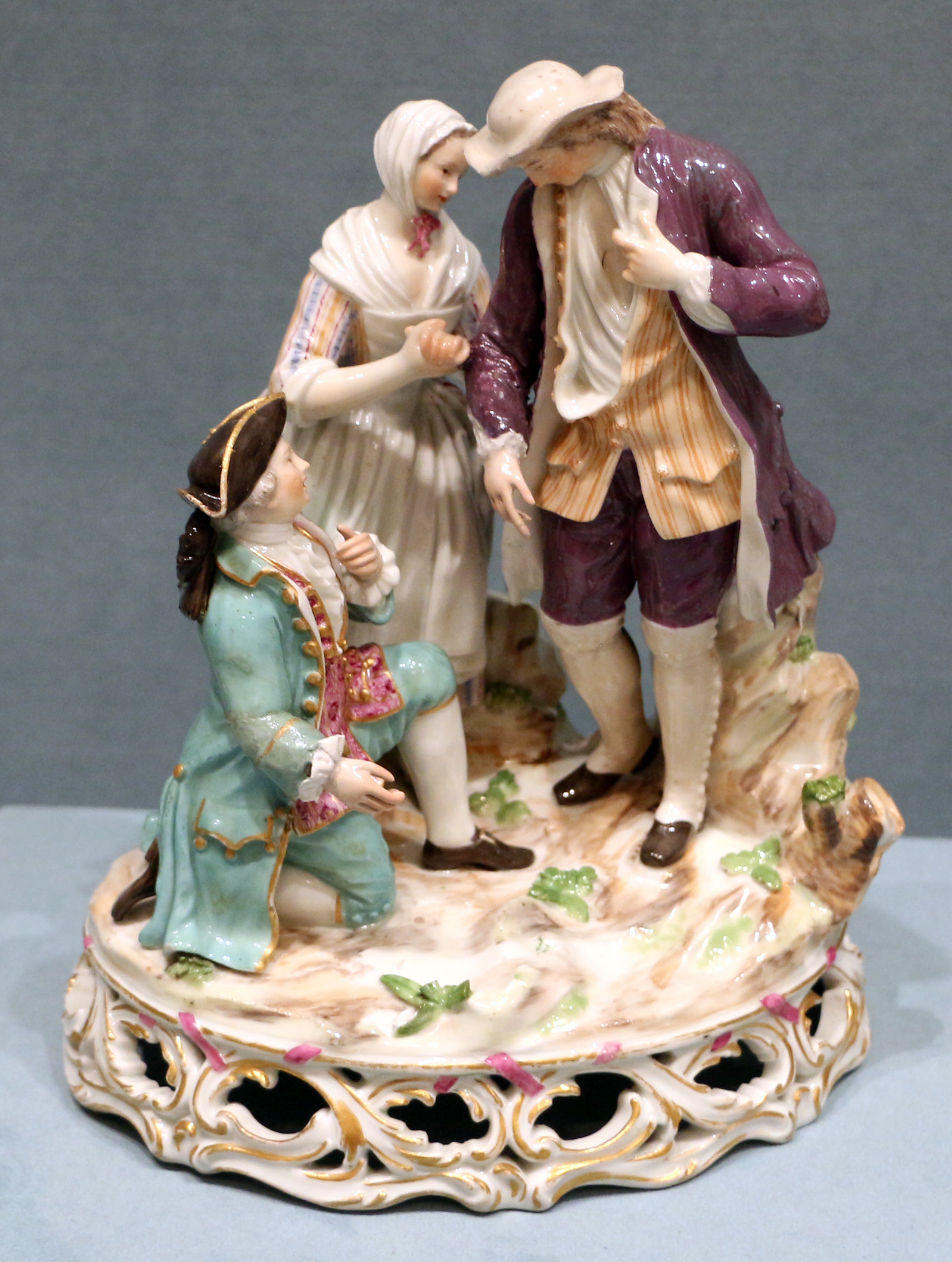
Лоретт, Аннетт и Любин (персонажи моральной сказки, переработанной Жаном-Франсуа Мармонтелем в 1761 г.)
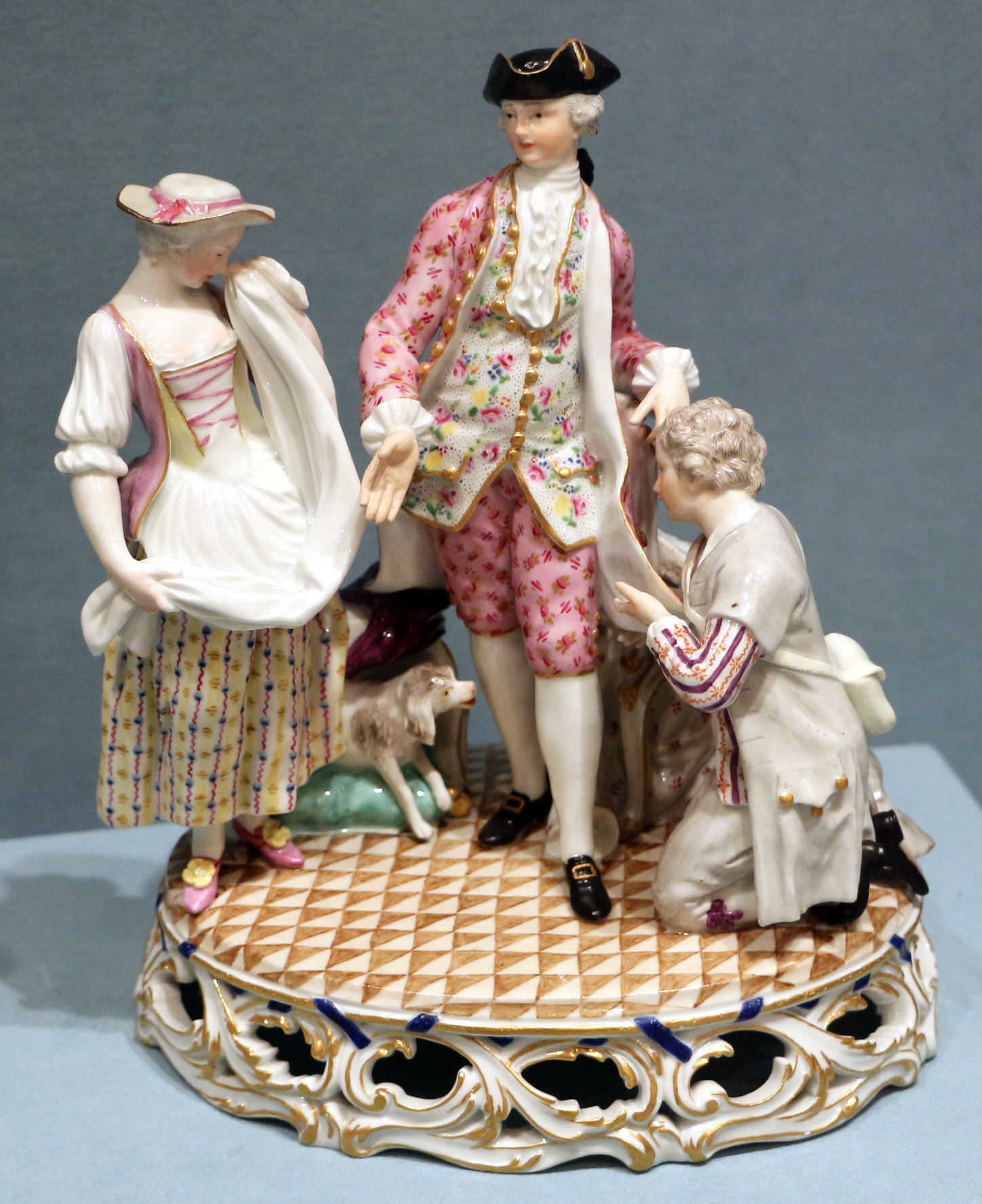
Лоретт, Аннетт и Любин (вариант)
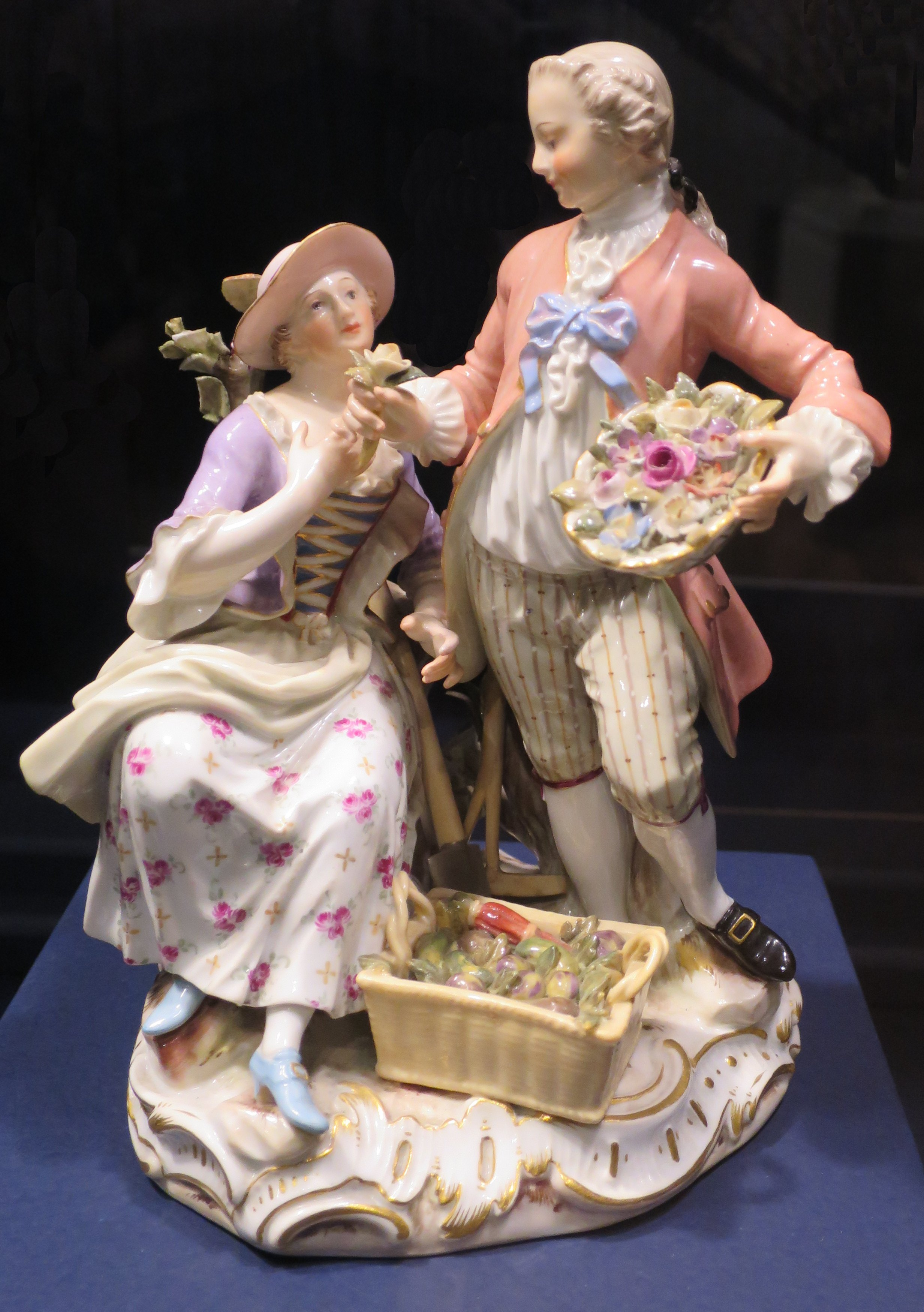
Корзина цветов. М.-В. Асье (?). 1760-е гг.
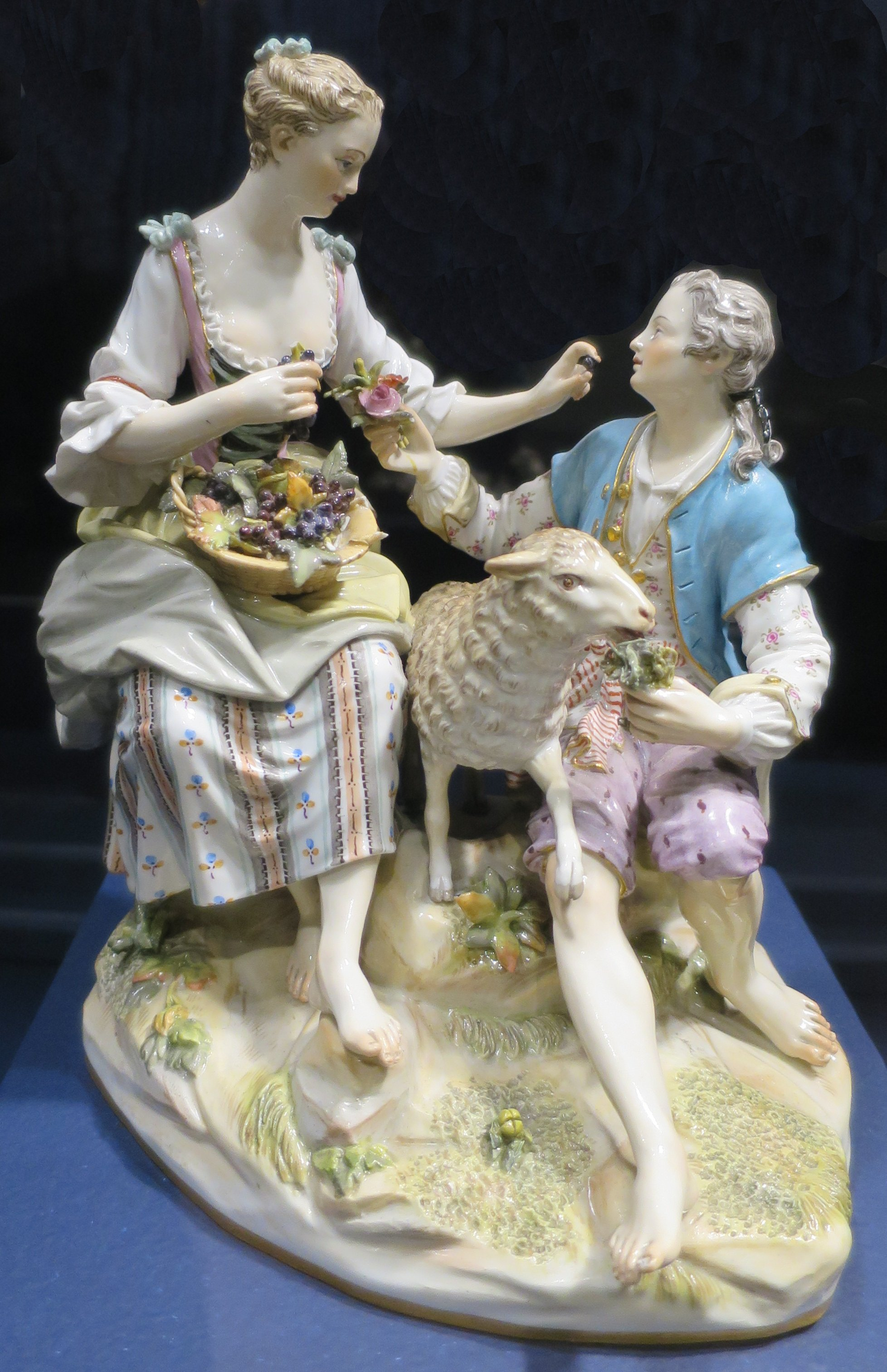
Мужчина и женщина с ягнёнком. М.-В. Асье (?). 1760-е гг.
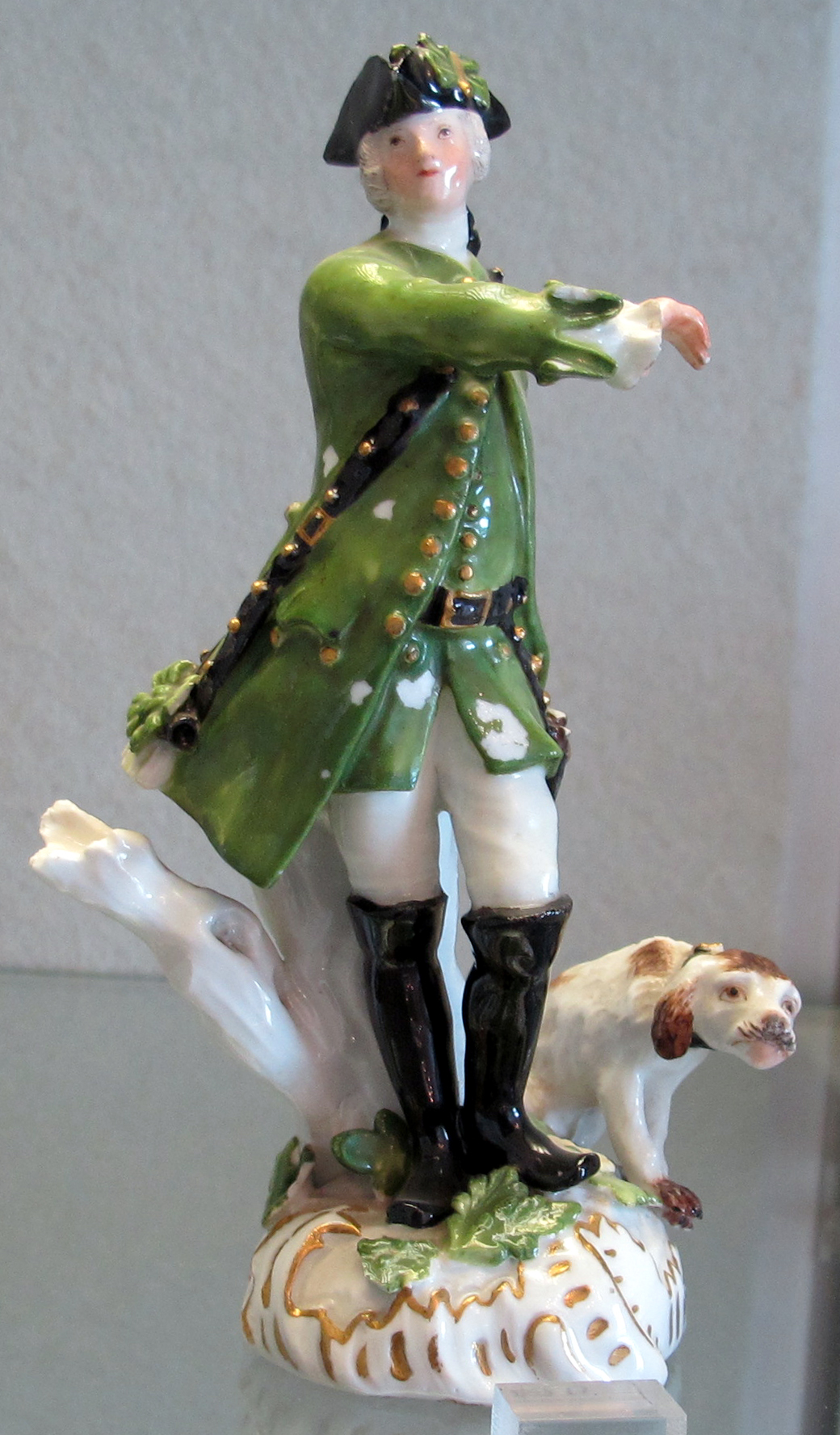
Охотник с собаками. 1750—1760

## Семья
Мишель-Виктор Асье женился в Саксонии на немке Марии Кристине Элеоноре Виттиг (1746/47—1811) и у них было шестеро детей. Младший сын Михаель Генрих Максимилиан в 1795 году приехал в Россию в качестве учителя немецкого и французского языков в Артиллерийском и Инженерном шляхетском кадетском корпусе, в 1800 году принял русское подданство и стал зваться Андрей Михайлович Ассиер. Впоследствии служил таможенным чиновником в Министерстве финансов, дослужился до чина действительного статского советника. Имел семь детей от двух браков, в том числе (от первого брака с дочерью дьякона Екатериной Михайловной Поповой) дочь Александру (1812—1854), которая вышла замуж за инженера Илью Петровича Чайковского и стала матерью великого русского композитора.
Дети Мишеля-Виктора Асье:
- Мария Терезия Игнатия (1768—1830)
- Иоганн Баптист Карл Виктор Игнатий (1771 — ?)
- Иоганн Христиан Виктор (1773 — ?)
- Мария София Августа Амалия (1775 — после 1820)
- Михаэль Генрих Максимилиан (1778—1830)
- Генриетта Мария Йозефа (1781—1782)